# Europaspiele 2019/Rhythmische Sportgymnastik
Bei den Europaspielen 2019 in Minsk, Belarus, wurden am 22. und 23. Juni 2019 insgesamt sechs Wettbewerbe in der Rhythmischen Sportgymnastik ausgetragen. Austragungsort war die Minsk-Arena.

## Bilanz

### Medaillenspiegel
| Platz | Land      | Gold | Silber | Bronze | Gesamt |
| ----- | --------- | ---- | ------ | ------ | ------ |
| 01    | Russland  | 4    | 1      | 2      | 7      |
| 02    | Israel    | 2    | 2      | —      | 4      |
| 03    | Belarus   | 2    | 1      | 2      | 5      |
| 04    | Bulgarien | —    | 3      | 2      | 5      |
| 05    | Ukraine   | —    | 1      | 2      | 3      |

### Medaillengewinner
| Disziplin                     | Gold         | Silber            | Bronze              |
| ----------------------------- | ------------ | ----------------- | ------------------- |
| Einzelmehrkampf               | Dina Awerina | Linoy Ashram      | Kazjaryna Halkina   |
| Reifen                        | Dina Awerina | Kazjaryna Halkina | Wlada Nikoltschenko |
| Ball                          | Linoy Ashram | Katrin Tassewa    | Dina Awerina        |
| Keule                         | Linoy Ashram | Dina Awerina      | Wlada Nikoltschenko |
| Band                          | Dina Awerina | Linoy Ashram      | Katrin Tassewa      |
| Mannschaftsmehrkampf (Gesamt) | Belarus      | Bulgarien         | Russland            |
| 3 Reifen & 4 Keulen           | Belarus      | Ukraine           | Bulgarien           |
| 5 Bälle                       | Russland     | Bulgarien         | Belarus             |

## Ergebnisse
Alle Zeitangaben sind in Mitteleuropäischer Sommerzeit (UTC+2) angegeben.

### Einzelmehrkampf
| Platz | Athletin                 | Land          | Punkte |
| ----- | ------------------------ | ------------- | ------ |
| 1     | Dina Awerina             | Russland      | 87,750 |
| 2     | Linoy Ashram             | Israel        | 84,700 |
| 3     | Kazjaryna Halkina        | Belarus       | 79,300 |
| 4     | Alexandra Agiurgiuculese | Italien       | 77,950 |
| 5     | Wlada Nikoltschenko      | Ukraine       | 77,875 |
| 6     | Katrin Tassewa           | Bulgarien     | 77,250 |
| 7     | Eleni Kelaiditi          | Griechenland  | 74,375 |
| 8     | Zöhrə Ağamirova          | Aserbaidschan | 72,400 |
| 9     | Andreea Verdeș           | Rumänien      | 71,950 |
| 10    | Salome Paschawa          | Georgien      | 71,950 |
| 11    | Nicol Ruprecht           | Österreich    | 70,000 |
| 12    | Fanni Pigniczki          | Ungarn        | 65,850 |

Datum: 22. Juni 2019, 13:00 Uhr

### Reifen
| Platz | Athletin                 | Land         | Punkte |
| ----- | ------------------------ | ------------ | ------ |
| 1     | Dina Awerina             | Russland     | 22,850 |
| 2     | Kazjaryna Halkina        | Belarus      | 21,750 |
| 3     | Wlada Nikoltschenko      | Ukraine      | 21,450 |
| 4     | Eleni Kelaiditi          | Griechenland | 18,750 |
| 5     | Alexandra Agiurgiuculese | Italien      | 17,650 |
| 6     | Linoy Ashram             | Israel       | 15,900 |

Datum: 23. Juni 2019, 13:00 Uhr

### Ball
| Platz | Sportlerin               | Land         | Punkte |
| ----- | ------------------------ | ------------ | ------ |
| 1     | Linoy Ashram             | Israel       | 22,500 |
| 2     | Katrin Tassewa           | Bulgarien    | 21,400 |
| 3     | Dina Awerina             | Russland     | 21,300 |
| 4     | Kazjaryna Halkina        | Belarus      | 21,050 |
| 5     | Eleni Kelaiditi          | Griechenland | 19,400 |
| 6     | Alexandra Agiurgiuculese | Italien      | 19,000 |

Datum: 23. Juni 2019, 13:20 Uhr

### Keule
| Platz | Athletin                 | Land      | Punkte |
| ----- | ------------------------ | --------- | ------ |
| 1     | Linoy Ashram             | Israel    | 22,700 |
| 2     | Dina Awerina             | Russland  | 22,600 |
| 3     | Wlada Nikoltschenko      | Ukraine   | 21,750 |
| 4     | Katrin Tassewa           | Bulgarien | 20,800 |
| 5     | Kazjaryna Halkina        | Belarus   | 20,750 |
| 6     | Alexandra Agiurgiuculese | Italien   | 20,400 |

Datum: 23. Juni 2019, 13:40 Uhr

### Band
| Platz | Athletin                 | Land      | Punkte |
| ----- | ------------------------ | --------- | ------ |
| 1     | Dina Awerina             | Russland  | 21,350 |
| 2     | Linoy Ashram             | Israel    | 21,100 |
| 3     | Katrin Tassewa           | Bulgarien | 20,450 |
| 4     | Kazjaryna Halkina        | Belarus   | 19,400 |
| 5     | Andreea Verdeș           | Rumänien  | 18,100 |
| 6     | Alexandra Agiurgiuculese | Italien   | 17,900 |

Datum: 23. Juni 2019, 14:00 Uhr

### Mannschaftsmehrkampf
| Platz | Athletinnen                                                                                           | Land          | Punkte |
| ----- | --- | ------------- | ------ |
| 1     | Anastassija Rybakowa Karyna Jarmolenka Aryna Zyzylina Hanna Hajdukewitsch Hanna Schwajba              | Belarus       | 52,600 |
| 2     | Erika Safirowa Laura Traats Simona Djankowa Madlen Radukanowa Stefani Kirjakowa                       | Bulgarien     | 52,550 |
| 3     | Anschelika Stubailo Wera Birjukowa Marija Tolkatschowa Anastassija Maximowa Anastassija Schischmakowa | Russland      | 51,700 |
| 4     | Alessia Maurelli Martina Santandrea Agnese Duranti Martina Centofanti Anna Basta                      | Italien       | 50,375 |
| 5     | Anastassija Wosnjak Alina Bychno Tetjana Dowschenko Walerija Juswjak Diana Myscheryzka                | Ukraine       | 48,175 |
| 6     | Darya Sorokina Zeynəb Hümmətova Diana Əhmədbəyli Ayşən Bayramova Aliyə Paşayeva                       | Aserbaidschan | 44,975 |
| 7     | Lera Teino Laurabell Kabrits Carmely Reiska Arina Okamanchuk Vasilina Kuksova                         | Estland       | 44,750 |
| 8     | Victoria Cuadrillero Clara Esquerdo Ana Gayán Alba Polo Sara Salarrullana                             | Spanien       | 41,750 |

Datum: 23. Juni 2019, 15:33 Uhr

### 3 Reifen & 4 Keulen
| Platz | Athletinnen                                                                                           | Land          | Punkte |
| ----- | --- | ------------- | ------ |
| 1     | Anastassija Rybakowa Karyna Jarmolenka Aryna Zyzylina Hanna Hajdukewitsch Hanna Schwajba              | Belarus       | 26,450 |
| 2     | Anastassija Wosnjak Alina Bychno Tetjana Dowschenko Walerija Juswjak Diana Myscheryzka                | Ukraine       | 26,375 |
| 3     | Erika Safirowa Laura Traats Simona Djankowa Madlen Radukanowa Stefani Kirjakowa                       | Bulgarien     | 25,750 |
| 4     | Alessia Maurelli Martina Santandrea Agnese Duranti Martina Centofanti Anna Basta                      | Italien       | 25,550 |
| 5     | Anschelika Stubailo Wera Birjukowa Marija Tolkatschowa Anastassija Maximowa Anastassija Schischmakowa | Russland      | 24,400 |
| 6     | Darya Sorokina Zeynəb Hümmətova Diana Əhmədbəyli Ayşən Bayramova Aliyə Paşayeva                       | Aserbaidschan | 24,275 |
| 7     | Victoria Cuadrillero Clara Esquerdo Ana Gayán Alba Polo Sara Salarrullana                             | Spanien       | 21,600 |
| 8     | Lera Teino Laurabell Kabrits Carmely Reiska Arina Okamanchuk Vasilina Kuksova                         | Estland       | 20,450 |

Datum: 23. Juni 2019, 15:33 Uhr

### 5 Bälle
| Platz | Athletinnen                                                                                           | Land          | Punkte |
| ----- | --- | ------------- | ------ |
| 1     | Anschelika Stubailo Wera Birjukowa Marija Tolkatschowa Anastassija Maximowa Anastassija Schischmakowa | Russland      | 27,300 |
| 2     | Erika Safirowa Laura Traats Simona Djankowa Madlen Radukanowa Stefani Kirjakowa                       | Bulgarien     | 26,800 |
| 3     | Anastassija Rybakowa Karyna Jarmolenka Aryna Zyzylina Hanna Hajdukewitsch Hanna Schwajba              | Belarus       | 26,150 |
| 4     | Alessia Maurelli Martina Santandrea Agnese Duranti Martina Centofanti Anna Basta                      | Italien       | 24,825 |
| 5     | Lera Teino Laurabell Kabrits Carmely Reiska Arina Okamanchuk Vasilina Kuksova                         | Estland       | 24,300 |
| 6     | Anastassija Wosnjak Alina Bychno Tetjana Dowschenko Walerija Juswjak Diana Myscheryzka                | Ukraine       | 21,800 |
| 7     | Darya Sorokina Zeynəb Hümmətova Diana Əhmədbəyli Ayşən Bayramova Aliyə Paşayeva                       | Aserbaidschan | 20,700 |
| 8     | Victoria Cuadrillero Clara Esquerdo Ana Gayán Alba Polo Sara Salarrullana                             | Spanien       | 20,150 |

Datum: 23. Juni 2019, 15:33 Uhr